# Мігел Тровоада
Міге́л Тровоа́да (порт. Miguel Trovoada; нар. 27 грудня 1936, місто Сан-Томе) — політичний та державний діяч Сан-Томе і Принсіпі, перший прем'єр-міністр (1975–1979), міністр закордонних справ (1975), другий президент Сан-Томе і Принсіпі (1991–2001), виконавчий секретар Комісії по Гвінейській затоці.

## Біографія
Народився у місті Сан-Томе, ходив до середньої школи в Анголі, потім навчався права в університеті Лісабона в Португалії. 1960 року з колишнім однокласником Мануелем Пінту да Кошта заснували Комітет за звільнення Сан-Томе і Принсіпі, який переріс у Рух за звільнення Сан-Томе і Принсіпі (МЛСТП) 1972 року. Працюючи зі своєї штаб-квартири в Габоні, Тровоада виконував обов'язки міністра закордонних справ руху з 1961 по 1975 рік і відіграв важливу роль у визнанні МЛСТП 1972 року та здобутті незалежності країни 1975 року.
Після Революції гвоздик в Португалії, Тровоада став першим прем'єр-міністром (12 липня 1975 — березень 1979). Однак, відносини між президентом і прем'єр-міністром незабаром погіршилися, кульмінацією чого стало скасування президентом 1979 року посади прем'єр-міністра. Кілька місяців потому, Тровоада був звинувачений у змові проти уряду, його заарештували і посадили до в'язниці на 21 місяць. Він втік до Франції, де жив у вигнанні. У травні 1990 року, після утвердження демократичної Конституції, він повернувся до своєї країни й почав власну президентську кампанію.
1991 року Мігел Тровоада був обраний новим президентом на перших у країні багатопартійних президентських виборах, 1996 року він був повторно обраний на цю посаду. Коли він уперше балотувався на пост президента, він не був членом жодної політичної партії, але до кінця свого першого президентського терміну він створив нову політичну партію — Незалежна демократична дія (ADI). Внаслідок військового перевороту на чолі з Мануелем Кінташ де Алмейда у період з 15 по 21 серпня 1995 року його уряд був повалений, але після домовленостей він повернувся на пост президента.
3 вересня 2001 року до присяги як новообраний президент був приведений Фрадіке де Мінезіш. 21 січня 2009 року Тровоада вступив на посаду виконавчого секретаря Комісії з Гвінейської затоки. Син Мігела Патріс Тровоада був прем'єр-міністром Сан-Томе і Принсіпі 2008 року.